# Kępina (powiat grójecki)
Kępina – wieś sołecka w Polsce położona w województwie mazowieckim, w powiecie grójeckim, w gminie Grójec.
W latach 1975–1998 miejscowość należała administracyjnie do ówczesnego województwa radomskiego.
Miejscowość leży przy drodze krajowej nr 7 .